# Witte olifant

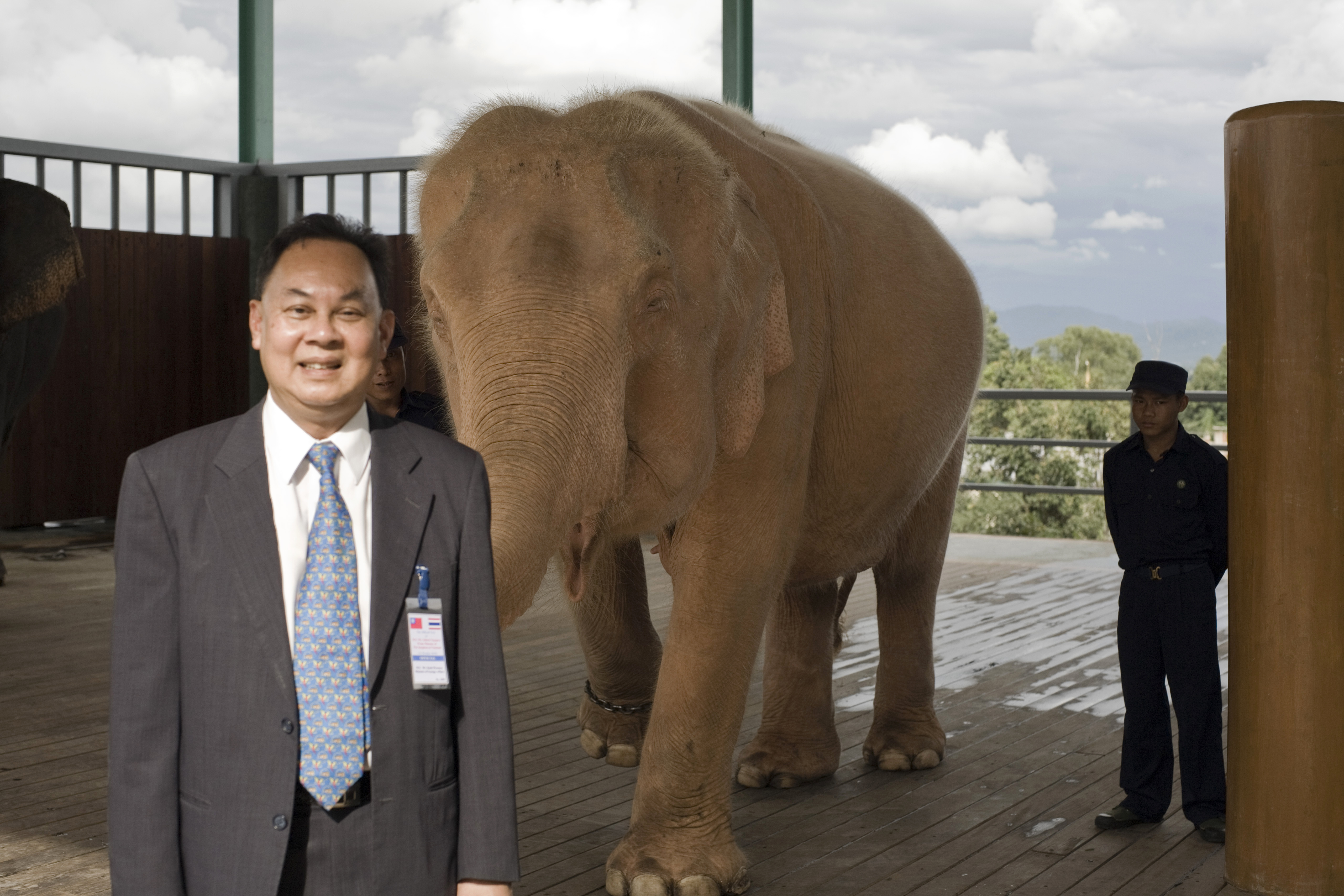
Een witte olifant

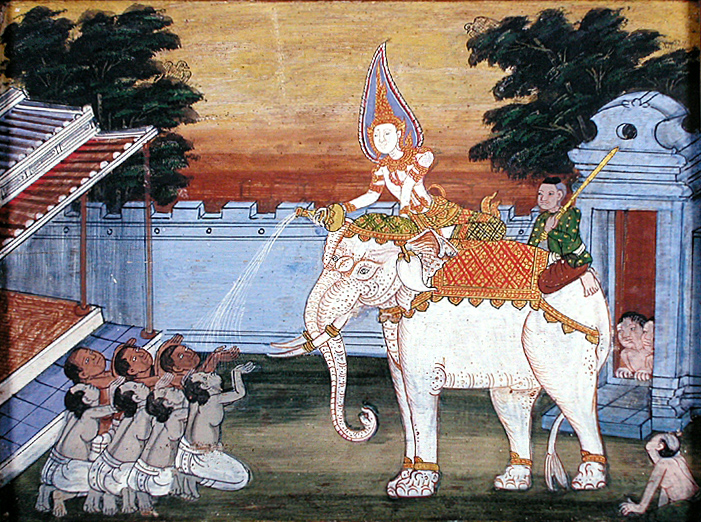
Witte olifant, muurschildering Thailand

Vlag van Siam (1855-1916)

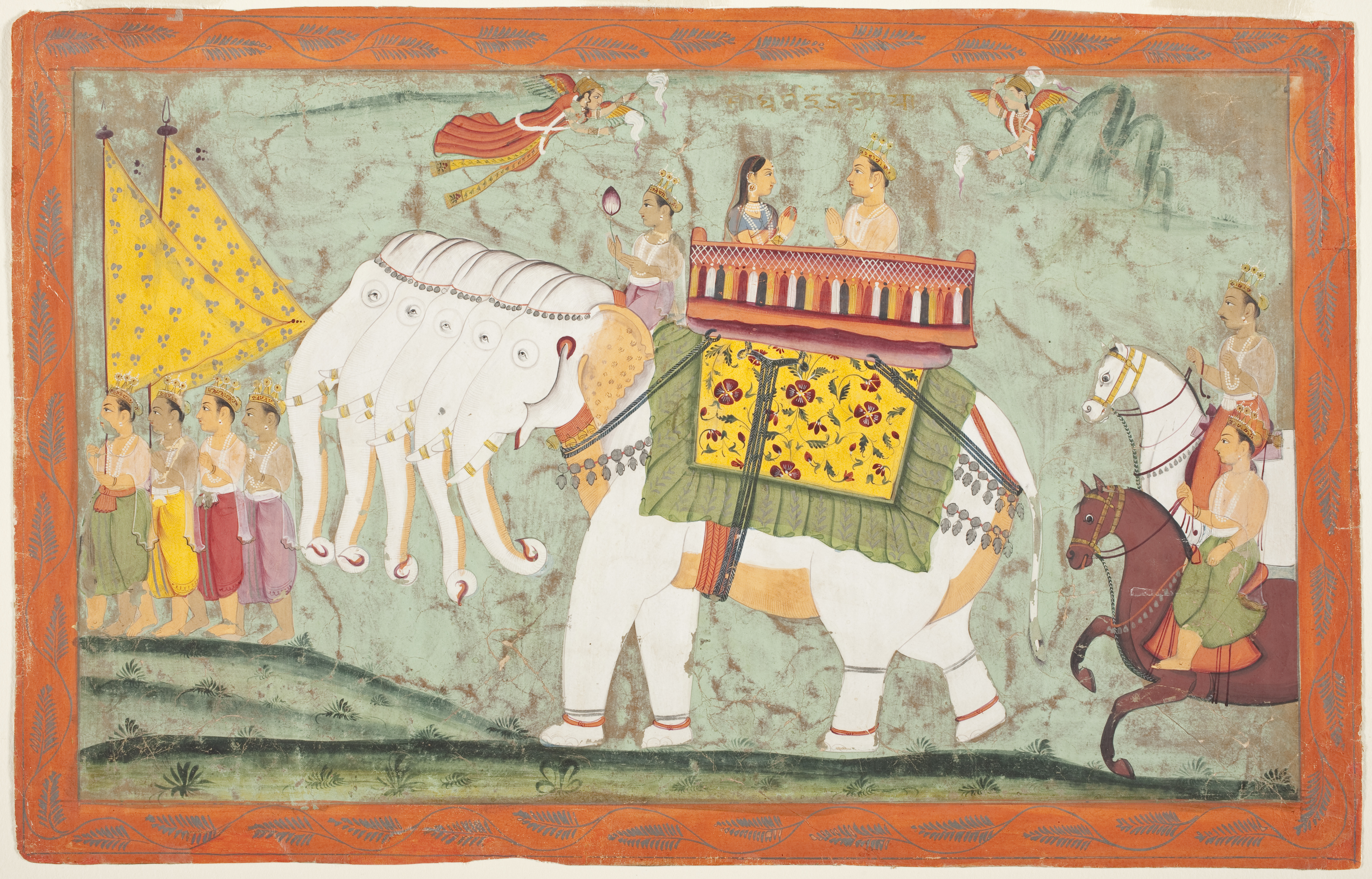
Indra op Airavata, Jaïnitisch geschrift, Panchakalyanaka rond 1675

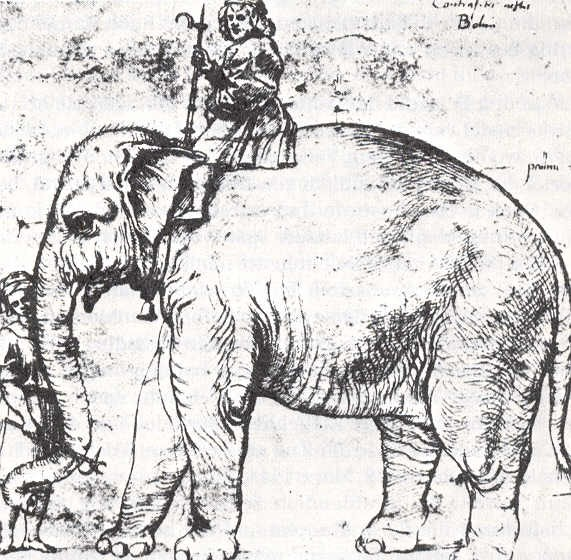
Schets van Hanno en mahout naar Raphael 1514

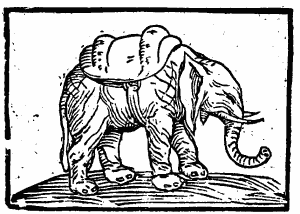
Houtsnede van Hanno door Philomathes (Rome, 1514)

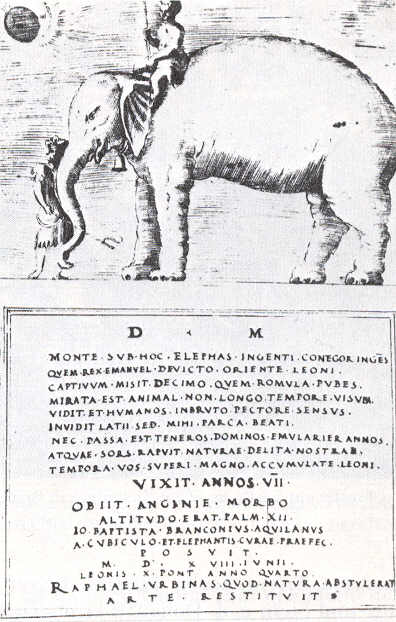
Schets van fresco en grafschrift van Hanno

Een witte olifant is een olifant met een zeldzame afwijking waardoor zijn huid wit ziet. Het is meestal maar niet altijd een albino of een olifant met leucisme. Het begrip geldt ook in overdrachtelijke zin voor iets zeldzaams of voor iets duurs dat niets oplevert.

## Criteria
Een witte olifant in Thailand is niet noodzakelijk een albino, maar hij moet wel een bleke huid hebben. Mogelijke kandidaten worden beoordeeld naar criteria die in oude teksten vastgelegd zijn:
- Een witte of roze kleur van de ogen rondom de hoornhuid,
- Lippen moeten roze zien en glad zijn,
- Aan de schouders moet een huidplooi zijn,
- De huid rond de slagtanden moet dezelfde kleur hebben als die rond de schouders,
- Witte of roze geslachtsdelen,
- Witte of roze teennagels,
- De huid van de nagels moet lichter zijn dan de omgevende huid,
- Het haar is lichtbruin en doorschijnend tegen het licht,
- Uit een haarwortel groeien twee haren,
- Het staarthaar moet lang zijn,
- De slurfopening moet lichter van kleur zijn dan bij gewone olifanten,
- De algemene lichaamskleur is grijs met een tint kastanjebruin.

Olifanten die hieraan voldoen worden in vier categorieën verdeeld en in een ceremonie aan de koning aangeboden. Dikwijls wijst hij olifanten uit de lagere categorieën af.
Vroeger werden afgewezen olifanten door de koning als geschenk verder gegeven. De dieren vergen veel onderhoud en omdat ze als heilig gelden mochten ze niet aan het werk gezet worden. Ze betekenden dus een zware financiële last voor de ontvanger. Alleen de koning en enkele zeer rijke mensen konden zich dat veroorloven. De koning gaf soms een olifant aan een in ongenade gevallen lid van de lagere adel. De ontvanger had de plicht om voor het dier te zorgen, terwijl hij er geen nut van had en ging er dikwijls financieel aan te gronde.

## Landen

### Thailand
In Thailand heten de witte olifanten Chang Phueak (ช้างเผือก). Ze zijn heilig en symboliseren koninklijke macht.
Tot 1916 stond een witte olifant in de vlag van Siam, zoals Thailand toen heette.
De oude Siamese tekst Traibhumikatha, (de drie rijken van koning Ruang) vermeldt: „De glorieuze koning bezit zeven zaken:
1. een volmaakte echtgenote,
2. een toegewijde schatbewaarder,
3. een wijze minister,
4. een snel paard (Valahaka),
5. een rol met wetten (Dharmachakra),
6. een waardevolle edelsteen en
7. de edelste van alle witte olifanten.

Geschiedschrijvers hebben in 1471 vermeld, dat koning Borommatrailokkanat die tussen 1448 en 1488 over het rijk Ayutthaya heerste, een witte olifant gevangen had. De Portugese Jezuïet Fernão Mendes Pinto schreef bij zijn bezoek in 1554 aan Siam dat de koning de titel Phra Chao Chang Phueak – heer van de witte olifanten - voerde. Einde 19e eeuw schreef de Amerikaan Frank Vincent een reisverslag "In het land van de witte olifanten".
Alle ontdekte witte olifanten moeten volgens de wet "The Elephant Maintenance Act" uit 1921 aan de koning aangeboden worden. Hoe meer witte olifanten de koning heeft, hoe groter zijn aanzien. De voormalige koning Rama IX Bhumibol Adulyadej bezat er tien.

### India
In het hindoeïsme is Airavata de witte olifant (ऐरावत) waarop de god Indra rijdt.
Witte olifanten komen ook in de geschriften van Boeddha voor. Zo verhaalt hij van een witte olifant die door een jager verwond wordt. De andere olifanten vallen de jager aan. De gekwetste witte olifant biedt de jager beschutting.

### Myanmar
In Myanmar, vroeger Birma, gelden witte olifanten ook als symbolen van macht en geluk. De militaire junta kondigde vondsten van witte olifanten aan in 2001 en 2002 ter versterking van hun regime. Vier witte olifanten zijn te zien in een paviljoen in een buitenwijk van Rangoon.

### Laos
Het koninkrijk Laos kende tot 1975 de Orde van de Miljoen Olifanten en de Witte Parasol. De drie op de versierselen afgebeelde olifanten zijn wit.

## Bekende witte olifanten

### Abul-Abbas
In 797 zond Karel de Grote de Joodse gezant Isaac naar Haroen ar-Rashid, kalief van Bagdad. Vijf jaar later, op 20 juli 802, keerde hij te Aken terug van zijn reis. Hij bracht als geschenken een wateruurwerk, zijden stoffen en de witte olifant Abul-Abbas mee.
Abul-Abbas werd gestald te Augsburg in wat nu Beieren is. In 804 viel de Deense koning Gudfred een dorpje nabij Denemarken aan. Karel de Grote zond troepen, en ook Abul-Abbas zou meegevochten hebben. Abul-Abbas stierf in 810 aan de gevolgen van een longontsteking, waarschijnlijk nadat hij in de Rijn had gezwommen. In de kathedraal van Aken wordt nog een ivoren hoorn van hem bewaard.

### Hanno
Hanno was de witte olifant van Paus Leo X. Hij leefde van 1510 tot 8 juni 1516.

Koning Manuel I van Portugal had hem bij de kroning van de Paus geschonken. Koning Manuel had hem zelf als geschenk gekregen van de koning van Cochin of had hem door Alfonso d'Albuquerque zijn onderkoning van India laten kopen. Hanno kwam per schip aan van Lissabon naar Rome in 1514. Hij werd eerst in Belvedere gestald, maar verhuisde dan naar een speciaal voor hem opgetrokken gebouw tussen de Sint-Pietersbasiliek en het apostolisch paleis bij de Borgo Sant'Angelo.
Toen hij aankwam, was hij het onderwerp van kunst en poëzie. Hanno was de lieveling van het pauselijk hof en hij deed mee in processies. Twee jaar nadat hij in Rome aankwam werd hij ineens ziek en stierf hij.

## Museum
Op het plein van het Vimanmekpaleis (Het hemelse paleis) in Bangkok bevindt zich in de noordoostelijke hoek bij de Uthong Nai Road een klein museum: The Royal Elephant National Museum in twee huizen, waarin oorspronkelijk de witte olifanten van de koning gehuisvest waren. Het bevat een levensgroot model van een olifant en ook talrijke foto's en slagtanden van gestorven olifanten.